# Mustață

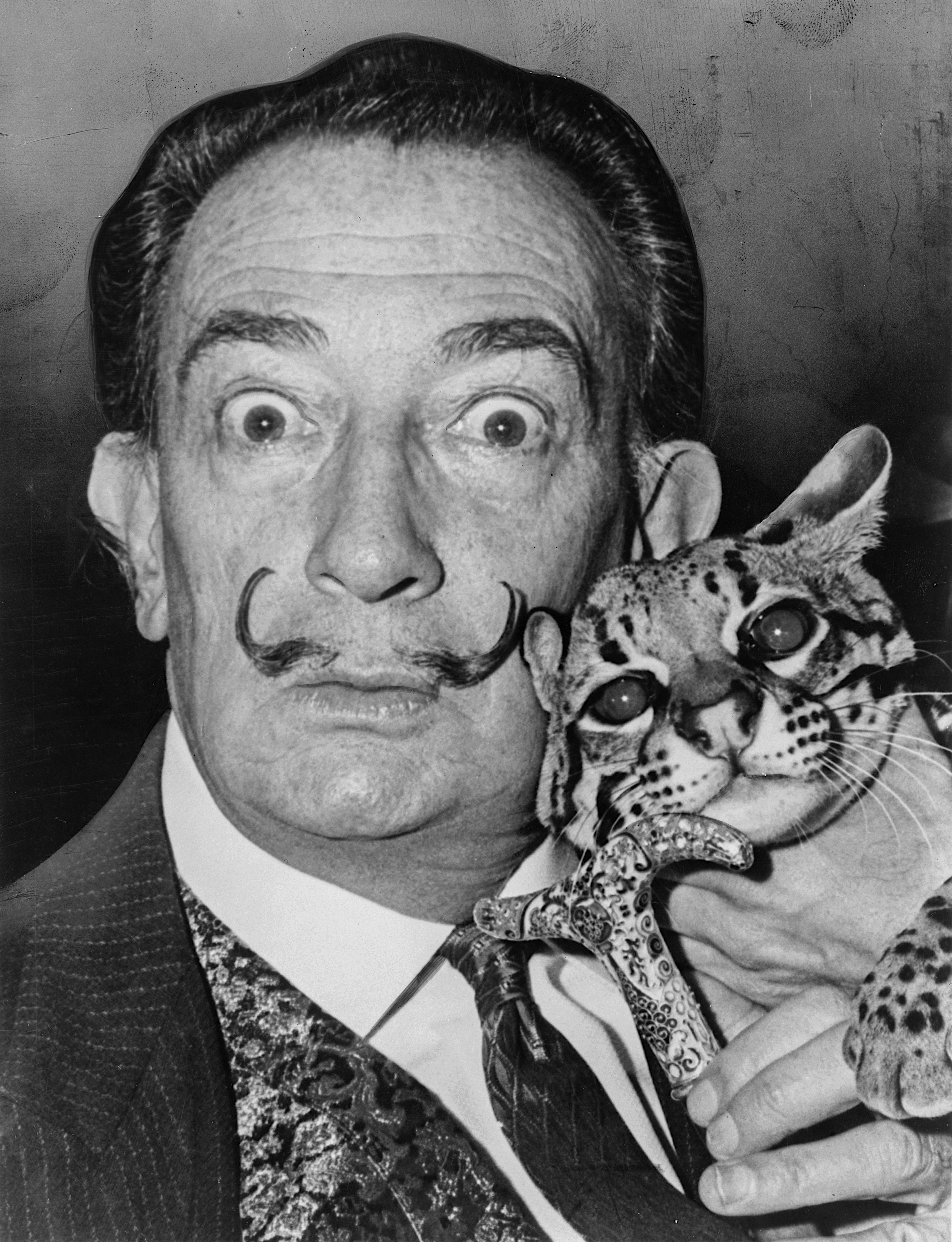
Salvador Dali şi mustaţa sa

Mustață este părul care crește pe regiunea feței cuprinse între limita de jos a nasului și terminația buzei superioare. Mustața se evidențiază, cel mai adesea, la bărbații maturi dar își face apariția după perioada de pubertate și este o continuare a bărbii.
Noțiunea de „mustață”  se întâlnește și în lumea plantelor, cum ar fi firele lungi și subțiri care cresc pe spicul cerealelor, mătasea porumbului, care este un indiciu după care se cunoaște că porumbul s-a copt, atunci când se spune că „i-a dat mustața”, rădăcinile adventive ale porumbului, grâului, cepei, etc.

## Mustăți celebre

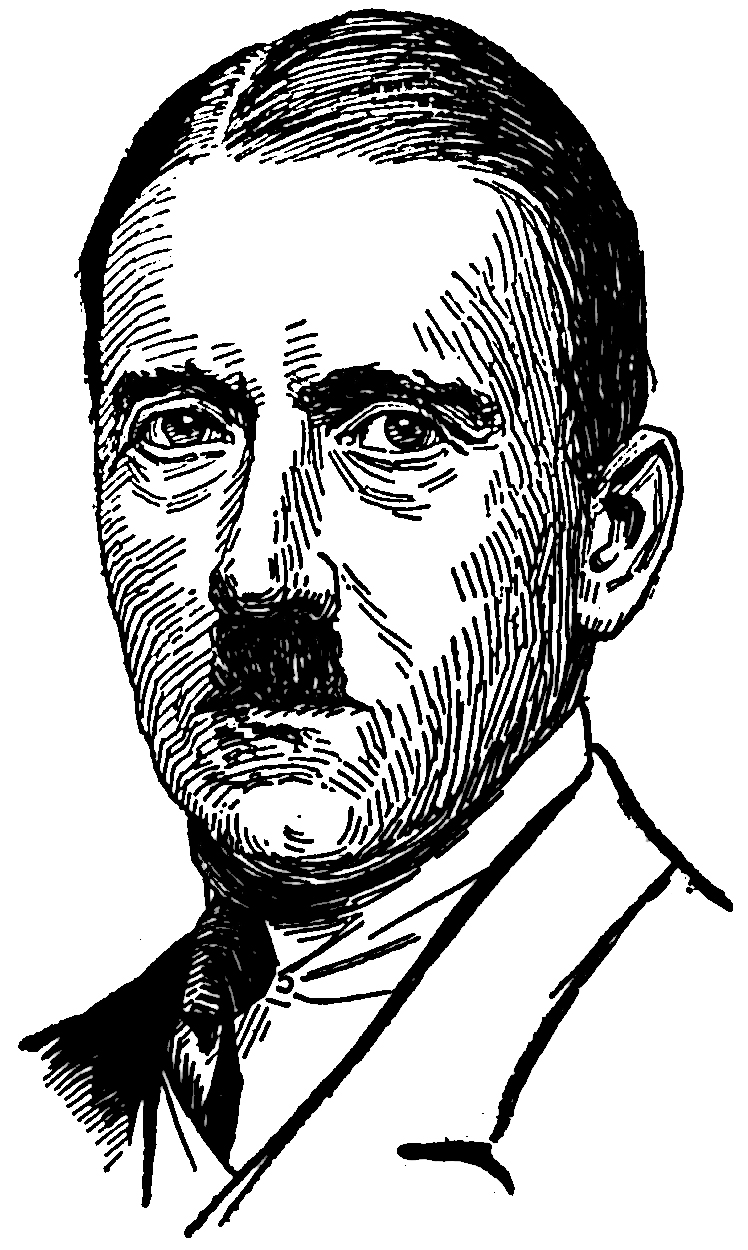
Mustața tip „periuță” a lui Adolf Hitler

În 2010, recordul pentru „cea mai lungă mustață” îi aparținea lui Bajansinh Juwansinh Gurjar din Ahmedabad, India. Aceasta avea o lungime de 14 picioare (4,26 m).
În 2014, recordul a fost depășit de Ram Singh Chauhan, din Ahmedabad, India, cu mustața sa de aproximativ 5 metri jumătate.
Mustața poate reprezinta un indiciu prin care se poate identifica ușor o persoană, ca de exemplu Adolf Hitler. 
În cazurile lui Groucho Marx sau a lui Charlie Chaplin, mustața era doar un accesoriu artificial care să-i ajute în interpretarea rolurilor din filme. Mustața lui Wilhelm al II-lea al Germaniei, care era exagerat de groasă, a fost folosită în ilustrații de propagandă a Antantei.
Salvador Dalí a publicat o carte dedicată exclusiv mustății sale.

## Stiluri

Tipuri de mustăți

Campionatul Mondial de bărbi și mustăți din 2007 a avut 6 categorii pentru mustăți:
- Naturală
- Mexicană - Emiliano Zapata
- Dalí – Numită după Salvador Dalí.
- Mustață englezească
- Imperială
- Freestyle

Alte tipuri de mustață sunt:
- Fu Manchu - lungă peste bărbie și subțire purtată în general de asiatici. Împăratul japonez Go-Daigo.
- Pancho Villa - purtată de Pancho Villa.
- Handlebar – stufoasă, cu vârfurile răsucite în sus. A se vedea jucătorul de baseball Rollie Fingers.
- Potcoavă – Cunoscută și ca mustață tip motociclist (ex. Hulk Hogan).
- Creion – Gomez Addams în Familia Adams
- Chevron – Purtată de Jeff Foxworthy și pilotul de curse NASCAR Richard Petty.
- Periuță – groasă, dar rasă în afara unei părți de 2,5 cm în centru; este asociată cu Adolf Hitler, Charlie Chaplin și Oliver Hardy.
- Morsă – stufoasă, atărnând peste buze, deseori acoperind întreaga gură. Purtată de John Bolton, Dick Strawbridge, Wilford Brimley, Friedrich Nietzsche și Jamie Hyneman.